# 욘 뢴닝엔
욘 뢴닝엔(노르웨이어: Jon Rønningen, 1962년 11월 28일~)은 노르웨이의 레슬링 선수이다. 1988년과 1992년 하계 올림픽 그레코로만형 플라이급에서 금메달을 획득했다. 또한 1985년 세계 선수권 대회에서 우승을 차지한 노르웨이 역사상 최고의 레슬링 선수이기도 하다. 2009년에는 국제 레슬링 연맹 명예의 전당에 헌액되었다.

## 개인사
뢴닝엔의 가족 대부분이 레슬링 선수로 활동했으며, 아버지 페르, 동생 라르스, 아들 토마스와 아네르스도 레슬링 선수이다.